# Chloropoea amaurina
Chloropoea amaurina är en fjärilsart som beskrevs av Heinrich Neustetter 1928. Chloropoea amaurina ingår i släktet Chloropoea och familjen praktfjärilar. Inga underarter finns listade i Catalogue of Life.